# Francoaceae
Classification APG II (2003)
Famille
Classification APG III (2009)
Genres de rang inférieur
- Francoa
- Tetilla

La famille des Francoaceae est une petite famille de plantes dicotylédones de l'ordre des Geraniales qui comprend deux espèces.
Ce sont des plantes herbacées, pérennes, à rosette, rhizomateuses, avec des inflorescences de fleurs blanches ou roses, originaires des régions tempérées d'Amérique du Sud (Chili).

## Étymologie
Le nom vient du genre type Francoa nommé en l'honneur de Francisco Franco (es), médecin espagnol du XVIe siècle.

## Classification
En classification classique de Cronquist (1981) ce taxon est inexistant.
La classification phylogénétique APG II (2003) incorpore optionnellement cette famille aux Melianthaceae.
En classification phylogénétique APG III (2009) cette famille est invalide et ses genres sont incorporés dans la famille Melianthaceae.
En classification phylogénétique APG IV (2016) le nom de famille Francoaceae se substitue à Melianthaceae  et la famille inclut les Bersamaceae (genres Greyia, Melianthus...), Ledocarpaceae (genres Balbisia (cs), Wendtia...) ou Rhynchothecaceae (genre Rhynchotheca) et Vivianiaceae (genre Viviania).
L'APG IV a permis ainsi de lever l'ambiguïté de nom entre les Melianthaceae (Malvidées de l'ordre des Geraniales) et les Melanthiaceae (Monocotylédones de l'ordre des Liliales).

## Liste des genres
Selon BioLib (2 octobre 2016) et DELTA Angio (2 octobre 2016):
- Francoa Cav.
- Tetilla DC.

Selon Tropicos (2 octobre 2016) (Attention liste brute contenant possiblement des synonymes) :
- Balbisia Cav.
- Bersama Fresen.
- Caesarea Cambess.
- Cissarobryon Poepp.
- Dematophyllum Griseb.
- Diplerisma Planch.
- Francoa Cav.
- Greyia Hook. & Harv.
- Ledocarpon Desf.
- Melianthus L.
- Natalia Hochst.
- Rhynchotheca Ruiz & Pav.
- Tetilla DC.
- Viviania Cav.
- Wendtia Meyen